# هدى الإدريسي
هدى الإدريسي هي ممثلة مصرية، ولدت بالمغرب في 19 مارس 1984.

## عن حياتها
ممثلة مغربية حصلت على الجنسية المصرية، بدأت حياتها مذيعة بالتلفزيون المغربي بدأت مسيرتها الفنية في الألفية الثانية وعملت بالسينما والتليفزيون وأدت أدوارا ثانوية ومن أفلامها «اللمبى» 2002 و «حرب أطاليا» 2005 و «مبروك رمضان أبو العلمين حمودة»2008 ومن المسلسلات التي اشتركت بها مسلسل «يحيا العدل»2002 ومسلسل «ريش نعام» 2010. يمكن رؤيتها في دور جهاد بمسلسل «أنا وهؤلاء» 2005.

## من أعمالها

### المسلسلات
- الصعلوك
- ألوان الطيف
- تفاحة آدم
- الوسواس
- 9 جامعة الدول
- هي ودافنشي
- السرايا
- قصر العشاق
- قوت القلوب 2

### الأفلام
- رمضان مبروك أبو العلمين حمودة
- كابتن هيما
- حرب أطاليا
- اللي بالي بالك

### سيت كوم
- بيت العيلة 1
- تامر وشوقية ج4

### فوازير
- مسلسليكو:2013

## روابط خارجية
- هدى الإدريسي على موقع الدهليز
- هدى الإدريسي على موقع قاعدة بيانات الأفلام العربية